# Chambre réverbérante
Ne doit pas être confondu avec Chambre d'écho.
Une chambre réverbérante est une salle d'expérimentation spécialement construite, relativement grande, où le champ acoustique est parfaitement diffus, c'est-à-dire que du fait des multiples réflexions des ondes sonores sur les parois, le champ de pression acoustique y est uniforme.

## Présentation

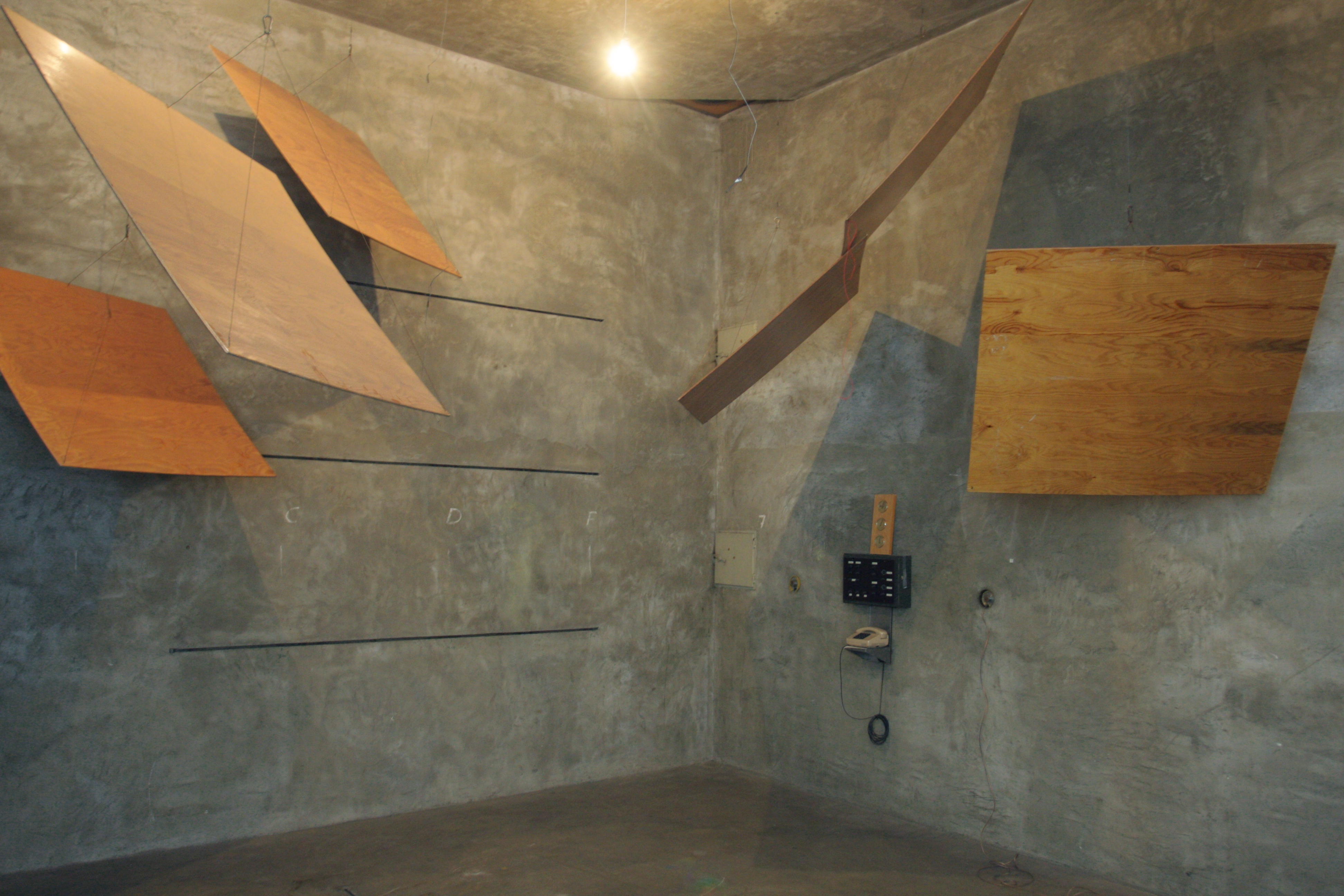
Les parois d'une salle réverbérante réfléchissent les ondes sonores dans toutes les directions.

On recherche une réverbération donnant le plus rapidement possible un champ diffus, c'est-à-dire qu'après l'interruption de la source sonore, le son arrive en un point également de toutes les directions.
L'isolation vibratoire de l'infrastructure et des murs épais en béton assurent l'isolation aux bruits aériens et solidiens. Les parois y compris le plancher et le plafond ne sont pas parallèles pour éviter la formation d'ondes stationnaires ; des pièces acoustiques, telles que des panneaux courbes ou des sphères en plastique ou en bois, diffusent le son dans les angles. Des diffuseurs rotatifs peuvent être utilisés. Aux hautes fréquences, l'absorption de l'air prédomine sur celle de la structure.
La fréquence limite de champ diffus, notée {\displaystyle f_{\mathrm {lim} }}, est la fréquence à partir de laquelle un champ réverbéré est considéré comme diffus. Elle doit être suffisamment basse ; {\displaystyle f_{\mathrm {lim} }} est d'autant plus faible que le volume de la pièce est grand et que le temps de réverbération est faible.
Manfred Schroeder (en) a défini une fréquence au-dessus de laquelle une salle peut présenter un champ suffisamment diffus :
{\displaystyle f_{\mathrm {lim} }=2\ 000{\sqrt {\frac {T_{\mathrm {r} }}{V}}}}
où Tr est le temps de réverbération et V le volume.
Le temps de réverbération d'une chambre réverbérante classique de volume égal à 250 m3 avoisine 10 s à 1 000 Hz.

## Utilisation
On utilise principalement de telles chambres pour mesurer :
- la puissance acoustique W d'une source, telle un lave-linge ou une machine d'atelier. La chambre réverbérante mélangeant les sons qui partent dans toutes les directions, il suffit de comparer la mesure de la pression acoustique en un point au résultat obtenu avec une source de référence (de puissance connue)[5] ;
- le coefficient d'absorption acoustique d'un matériau[6]. Les valeurs obtenues correspondent au coefficient d'absorption alpha Sabine, αSab, qui qualifie l'aptitude d'un matériau (ex. : matériau de construction) à absorber le son[7]. La mesure de Tr, correspondant à la chambre nue, puis celle de T'r (grande pièce de matériau de surface définie posée sur le plancher) permettent la détermination du αSab du matériau, par l'application de la formule de Sabine : {\displaystyle T_{60}={\frac {k\cdot V}{A}}}. Le volume n'ayant pas changé, la différence de temps de réverbération vient du terme {\displaystyle A=\sum _{i=1}^{N}S_{i}\alpha _{i}}, et dans ce terme, on remonte aisément au coefficient d'absorption de la partie de paroi remplacée par l'élément en essai ;
- la sensibilité d'un transducteur (exemple : microphone) vis-à-vis d'un champ diffus.

Les mesures se réalisent loin de la source, car au voisinage de la source le champ direct issu de celle-ci prédomine ; loin des parois, en raison des surpressions acoustiques provoquées par les réflexions. De même, la source est éloignée des parois réfléchissantes. On fait la moyenne de plusieurs mesures réalisées à plusieurs positions de la source et du microphone, le champ sonore n'étant pas parfaitement homogène.
Dans l'étude du champ acoustique diffus, on considère la superposition des champs direct et réverbéré : la pression mesurée au moyen d'un microphone est égale à celle due au trajet direct de l'onde à mesurer (pression de l'onde en champ libre) plus la pression acoustique due aux nombreuses réflexions de cette onde sur les parois (pression réverbérée) ; ce qui est mesuré en termes de pression représente la réponse de la chambre à l'excitation créée par la source.

### Normes
- ISO 354:2003 : Acoustique — Mesurage de l'absorption acoustique en salle réverbérante
- ISO 3743-1:2010 : Acoustique — Détermination des niveaux de puissance acoustique et des niveaux d'énergie acoustique émis par les sources de bruit à partir de la pression acoustique — Méthodes d'expertise en champ réverbéré applicables aux petites sources transportables — Partie 1 : Méthode par comparaison en salle d'essai à parois dures